# Campeonato Europeu de Ginástica Artística de 2019
O 8º Campeonato Europeu de Ginástica Artística Masculina e Feminina aconteceu de 10 a 14 de abril de 2019 na Netto Arena em Szczecin, Polônia. Nenhuma competição por equipes foi realizada.

## Medalhistas
| Evento           | Ouro                            | Prata                           | Bronze                  |
| Masculino        |                                 |                                 |                         |
| Individual geral | RUS Nikita Nagornyy             | RUS Artur Dalaloyan             | CYP Marios Georgiou     |
| Solo             | RUS Artur Dalaloyan             | ISR Artem Dolgopyat             | RUS Dmitrii Lankin      |
| Cavalo com alças | GBR Max Whitlock                | FRA Cyril Tommasone             | RUS Vladislav Polyashov |
| Argolas          | RUS Denis Ablyazin              | ITA Marco Lodadio               | ARM Vahagn Davtyan      |
| Salto            | RUS Denis Ablyazin              | ISR Andrey Medvedev             | RUS Artur Dalaloyan     |
| Barras paralelas | RUS Nikita Nagornyy             | UKR Petro Pakhniuk              | TUR Ferhat Arıcan       |
| Barra Fixa       | NED Epke Zonderland             | CRO Tin Srbić                   | RUS Artur Dalaloyan     |
| Feminino         |                                 |                                 |                         |
| Individual geral | FRA Melanie de Jesus dos Santos | GBR Ellie Downie                | RUS Angelina Melnikova  |
| Salto            | RUS Maria Paseka                | FRA Coline Devillard            | GBR Ellie Downie        |
| Barras paralelas | RUS Anastasia Ilyankova         | RUS Angelina Melnikova          | ITA Alice D'Amato       |
| Trave            | GBR Alice Kinsella              | FRA Melanie de Jesus dos Santos | FRA Lorette Charpy      |
| Solo             | FRA Melanie de Jesus dos Santos | NED Eythora Thorsdottir         | RUS Angelina Melnikova  |

## Quadro de medalhas
| Ordem | País          | Medalha de ouro | Medalha de prata | Medalha de bronze |    |
| ----- | ------------- | --------------- | ---------------- | ----------------- | -- |
| 1     | Rússia        | 7               | 2                | 6                 | 15 |
| 2     | França        | 2               | 3                | 1                 | 6  |
| 3     | Grã-Bretanha  | 2               | 1                | 1                 | 4  |
| 4     | Países Baixos | 1               | 1                |                   | 2  |
| 5     | Israel        |                 | 2                |                   | 2  |
| 6     | Itália        |                 | 1                | 1                 | 2  |
| 7     | Croácia       |                 | 1                |                   | 1  |
| 7     | Grécia        |                 | 1                |                   | 1  |
| 8     | Arménia       |                 |                  | 1                 | 1  |
| 8     | Chipre        |                 |                  | 1                 | 1  |
| 8     | Turquia       |                 |                  | 1                 | 1  |